# سان-أندريه-دو-باجيه
سان-أندريه-دو-باجيه (بالفرنسية: Saint-André-de-Bâgé)‏ هي بلدية فرنسية تقع في إقليم الآن. رمز إنسي لها هو:1332. أما الرمز البريدي لها فهو: 1380.